# Heldenberg
Heldenberg – gmina w Austrii, w kraju związkowym Dolna Austria, w powiecie Hollabrunn, w regionie Weinviertel. Według Austriackiego Urzędu Statystycznego liczyła 1 233 mieszkańców (1 stycznia 2014).